# Giorno del giudizio (islam)
Il Giorno del giudizio - in arabo يوم الدين‎?, Yawm al-Dīn, o, sempre in arabo يوم القيامة‎?, Yawm al-Qiyāma, lett. "Giorno della resurrezione" - è il giorno che il Corano afferma essere destinato ab aeterno da Dio (Allāh) per il suo giudizio finale dell'umanità. 
Alla fine dei tempi, in un luogo non precisato, ma che la tradizione islamica ha individuato nell'area di Gerusalemme (in Arabo al-Quds, "la Santa"), gli uomini vissuti fin dal tempo della creazione di Adamo saranno resuscitati e chiamati tutti a rendere conto delle loro azioni per ricevere il premio o il castigo divino.
Le azioni umane - sulla cui natura si è a lungo svolto un acceso dibattito nell'islam fra chi identifica in Dio l'unico creatore di tutto, e quindi anche degli atti dell'uomo, e chi all'uomo dava invece, se non la "proprietà" del proprio agire, quanto meno il suo "possesso" (arabo: iḥtisāb) - saranno poste da angeli su una "bilancia escatologica" (mīzān) che tuttavia, per dogma, deve essere considerata dai credenti anche come del tutto concreta e reale.
Il peso delle azioni buone rispetto a quelle malvagie indicherà chiaramente il responso.
Gli uomini s'incammineranno allora lungo una "strada" (sirāṭ) che sarà posta al di sopra dei luoghi infernali, dove i reprobi saranno sottoposti a torture fisiche e psicologiche. Ciò avverrebbe in funzione di una sorta di "legge del contrappasso" che sembra assai probabile abbia influenzato Dante Alighieri, grazie alle numerose redazioni circolanti al suo tempo in lingue volgari neo-latine (i cosiddetti Libri della Scala, Isrāʾ e Miʿrāj), dedicati cioè all'ascensione del profeta Muḥammad narrata nello stesso Corano).
I malvagi precipiteranno da questo "ponte" (jisr) mentre i beati lo attraverseranno senza alcun problema fino al suo punto terminale. Qui, in una "fontana" (ḥawḍ) essi si abbevereranno per non soffrire mai più di sete. Entreranno quindi attraverso la porta del paradiso, che altro non è che un "giardino" (in arabo ﺟﻨـة‎?, janna; persiano firdaws) lussureggiante, solcato - come ricorda la sūra LV del Corano - da fiumi di latte, miele e vino non inebriante, rallegrato da fontane aromatizzate da canfora e zenzero, in cui i buoni di entrambi i sessi saranno intrattenuti e assistiti nell'eterno gaudio da soprannaturali fanciulle («urì») e fanciulli (ghulām).